# Chelidoperca lecromi
Chelidoperca lecromi là một loài cá biển thuộc chi Chelidoperca trong họ Cá mú. Loài này được mô tả lần đầu tiên vào năm 1982.

## Phân bố và môi trường sống
C. lecromi có phạm vi phân bố ở Tây Thái Bình Dương. Loài cá này chỉ được tìm thấy tại quần đảo Chesterfield. Mẫu vật của C. lecromi được thu thập ở độ sâu khoảng 300 m.

## Mô tả
Chiều dài cơ thể tối đa được ghi nhận ở C. lecromi là 13 cm.